# Sandolo
Il sàndolo o sàndalo è una delle più famose e più diffuse imbarcazioni della laguna di Venezia. 
Il termine sandolo o sandalo, in uso dal 1292, avrebbe le sue radici etimologiche nella parola latina sandalium, "calzatura" che, a causa della sua forma piatta, ricorderebbe il fondo della barca, che è senza chiglia per poter navigare sui bassi fondali lagunari. I sandoli, nel medioevo, furono impiegati anche per i combattimenti fluviali in varie parti dell'Italia padana.

## Caratteristiche

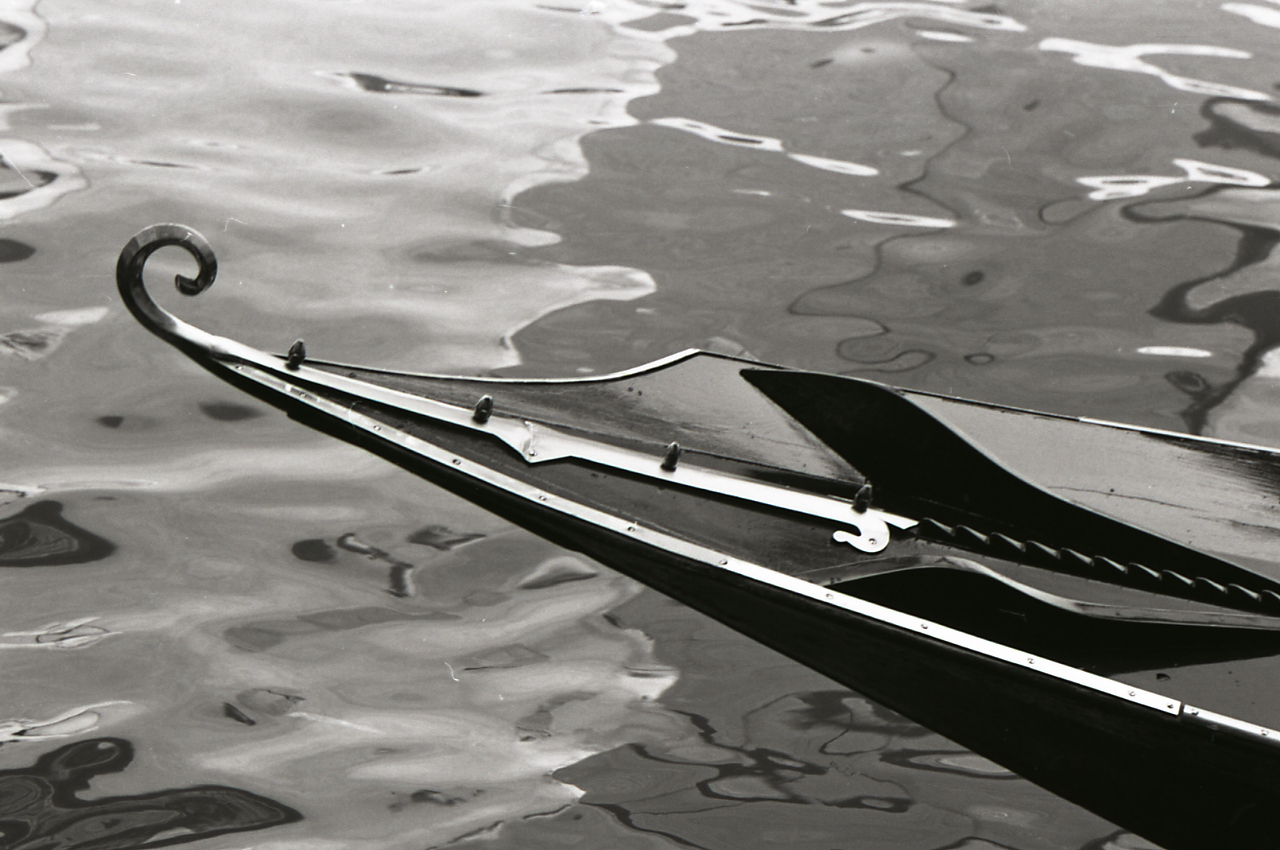
Ricciolo di coda di un sandalo in una foto di Paolo Monti del 1965.

È una barca a fondo piatto che nelle sue varianti può assumere dimensioni che vanno da poco più di 5 a circa 10 metri.
Si può considerare la barca "di base" della laguna veneta, in quanto molte delle altre imbarcazioni lagunari sono derivate da questo modello. A seconda degli usi, delle forme e della zona di utilizzo questo ha assunto nomi diversi: sandolo pupparino, sandolo s'ciopon, sampierota o sandalo sampierotto, mascareta, sandolo buranello, sandolo da barcariol, saltafossi.
È un'imbarcazione solida, capiente e maneggevole: lo scafo lungo e stretto infatti la rende particolarmente adatta alla conduzione a remi con la tradizionale tecnica della voga alla veneta. È possibile vederne ancora oggi esemplari di dimensioni maggiori, come il sandalo sampierotto, armati con vela solitamente "al terzo", tradizionale nell'alto Adriatico, e un eventuale fiocco.
Alcuni sandoli sono stati adattati anche per la propulsione con motore fuoribordo, specialmente gli esemplari di dimensioni maggiori. 
Un tempo era utilizzato soprattutto per la pesca, mentre oggi il sandalo si usa molto spesso anche per diporto, trasporto di persone o di carichi modesti e, nelle versioni più prestazionali come i sandoli pupparini e le mascarete, per regate.